# William Ernest Bowman
William Ernest Bowman (Scarborough, 30 de septiembre de 1911-1 de enero de 1985) fue un ingeniero, delineante y escritor británico.

Sus obras más conocidas son las comedias The Ascent of Rum Doodle, traducido al castellano como Hasta Arriba o Al asalto del Khili-Khili y The Cruise of the Talking Fish. Sin embargo, Bowman también escribió ensayos científicos y relatos cortos.
- Datos: Q8008632